# Hockeria crassa
Hockeria crassa är en stekelart som beskrevs av Boucek 1974. Hockeria crassa ingår i släktet Hockeria och familjen bredlårsteklar.
Artens utbredningsområde är Angola. Inga underarter finns listade i Catalogue of Life.